# 奥尔迪斯
奥尔迪斯，是西班牙加泰罗尼亚赫罗纳省的一个市镇。总面积9平方公里，总人口363人（2013年），人口密度42人/平方公里。